# Alexis Fawx

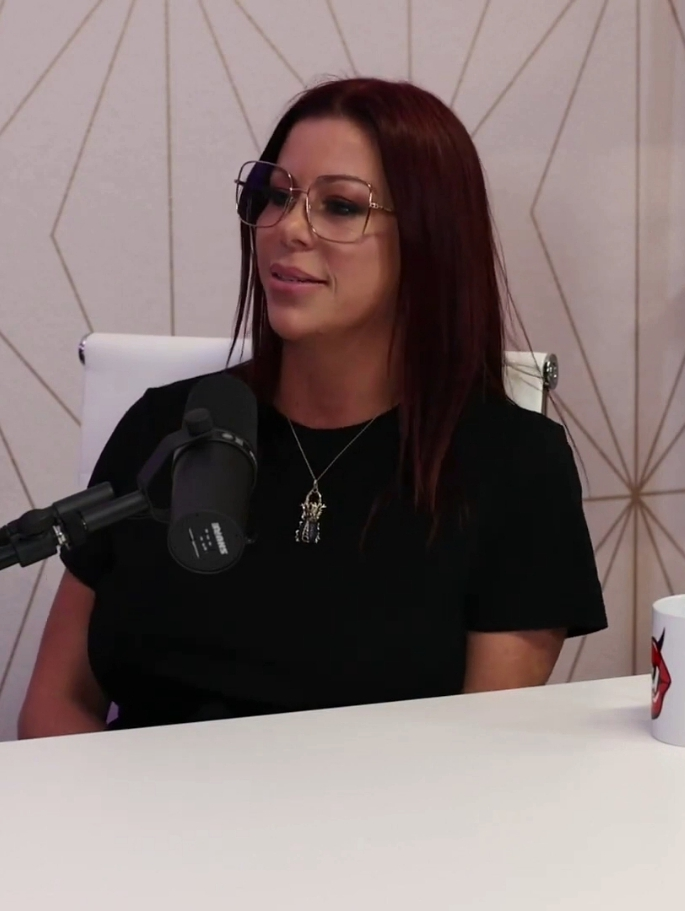
Alexis Fawx (2023)

Alexis Fawx (* 23. Juni 1975 im Bundesstaat Pennsylvania, USA) ist eine US-amerikanische Pornodarstellerin.

## Leben
Alexis Fawx wuchs in einer kleinen Stadt in Pennsylvania auf. Sie verbrachte 3½ Jahre bei der US-Luftwaffe. Als ihr Vater starb, wollte sie ihre Familie unterstützen. Im Alter von etwa 35 Jahren begann sie 2010, Hardcore-Pornos für BangBros und Reality Kings zu drehen. Seit 2010 hat sie für zahlreiche andere Unternehmen gearbeitet, darunter Zero Tolerance, Pulse Distribution, Elegant Angel, Digital Sin und Naughty America. Sie ist bekannt für ihre Darstellungen einer MILF oder Cougar in Filmen des gleichnamigen Genres.
Im Juni 2018 begann Fawx neben ihrer Karriere in der Filmbranche ein monatliches Event High As Fawx in Los Angeles zu veranstalten. Das Programm der Abendshow ist immer eine Mischung aus verschiedenen Unterhaltungsgenres. Bei der ersten Show waren die Comedians Chris Cane, Rachel Wolfson, Richy Leis und die Rapper Flint Dominick, Snap Murphy sowie der Dichter Stephen St James und die Tänzerin Kelly Guerrero dabei.

## Auszeichnungen
- 2020: AVN Award – Winner: MILF Performer of the Year[2]
- 2019: XCritic Award – Winner: Best MILF Performer[3][4]
- 2019: NightMoves Award – Editor's Choice: Best Body[5]
- 2022: XBIZ Award – MILF Performer of the Year[6]
- 2022: AVN Award – MILF Performer of the Year[7]
- 2025: AVN Award in der Kategorie Best Foursome/Orgy Scene in 20 For 20 (zusammen mit Angela White, Cherie DeVille, Monique Alexander, Luna Star, Ryan Reid, Gal Ritchie, Queenie Sateen, Kira Noir,  Kayley Gunner, Abigaiil Morris, Lily Lou, JMac, Manuel Ferrara, Mick Blue, Keiran Lee, Van Wylde, Alex Jones, Ricky Johnson, Scott Nails, Hollywood Cash & Isiah Maxwell)[8]

## Filmografie (Auswahl)
- 40 ans, Déjà Veuve
- Bang Bus 87
- Seduced By a Cougar 56
- It's A Family Thing 4
- Big Titty Milfs 28
- My Friend’s Hot Mom 90, 93, 99, 100
- Big Wet Interracial Tits 4
- Big Wet MILF Tits 2
- Mom Knows Best 9
- Terror Camp
- Gangbang Me 5
- I Have a Wife 59
- An Evening to Themselves
- The Return of Captain Stabbin
- My Amazon Step-Mom
- Kittens & Cougars 12
- My First Sex Teacher 73
- Big Cock Bully 3
- Pleasureville: A Digital Playground XXX Parody
- Tonight’s Girlfriend 71
- Pornstar Workouts
- Women Seeking Women 131, 134, 139, 142
- Big Tit Fantasies 7
- Busty Housewives 6
- Fuck Me Silly 8
- Happy Ending Lesbian Massages 2
- Gazongas 15
- Moms Lick Teens 27
- Pussy Is The Best Medicine 5
- MILF Mammaries
- It’s a Mommy Thing! 8
- Moms Bang Teens 17, 18, 36, 37, 43
- Dirty Rotten Mother Fuckers 10
- Bang Bus 41
- Tug Jobs 27
- Big Tits Boss 17
- Drilling Mommy 6, 8, 10
- Big Tit Cream Pie 11, 14
- MILF Soup 13
- MILF Hunter 22